# Ласкариди
Ласкаридите са династия на византийските императори в Никейската империя между 1204 и 1261 г. от фамилията Ласкарис (на гръцки: Λάσκαρις; Laskaris).

## Теодор I Ласкарис (1204 – 1222)
основатели на династията на Ласкаридите са братята Константин Ласкарис и Теодор I Ласкарис. След превземането на Константинопол от латините през 1204 г. Константин Ласкарис организира съпротивата в Мала Азия и е обявен за император на Никея, но управлява само един ден и умира. След неговата смърт той е наследен от брат си Теодор I Ласкарис. След като новият василевс се установява в Никея, кръстоносците го нападат и побеждават при Пиманенон (6 декември 1204), а след това при Адрамит (19 март 1205). Спечелил сражението с трапезундския император Давид Комнин, той се съюзява с българския цар Калоян и превзема Кизик и Никомедия (1205). Тъй като е обезпокоен от мощта, иконийският султан Кейхосров I се съюзява срещу него с латините. Заплашен от турците, Теодор I Ласкарис вика на помощ царя на Малка Армения Левон II и ги побеждава при Антиохия (1210). императорът губи битката с латините в Мизия (1211) и се опитва да си върне Константинопол с дипломатически средства, женейки се през 1219 г. за трети път за Мария дьо Куртене, дъщеря на латинския император Пиер дьо Куртене и регентка на Латинската империя от 1218 г.

### Фамилни връзки
1. Мануил Ласкарис, благородник; ∞ Йоана Карацена
  1. Константин Ласкарис (XI в.), византийски император, управлявал 1204
  2. Теодор I Ласкарис (1173 – 1222), император 1204 – 1222; ∞ 1 (1200): Анна Ангелина (†1212), дъщеря на император Алексий III Ангел; ∞ 2 (1212, развод 1219): Филипа, дъщеря на цар Рубен III Арменски; ∞ 3 (1219): Мария дьо Куртене (ок. 1204 – 1228), дъщеря на латинския император Пиер дьо Куртене
    1. Ирина Ласкарина (ок. 1200 – 1239), ∞ 1: Андроник Палеолог; ∞ 2 (1212): Йоан III Дука Ватаци, император 1222 – 1254
      1. Теодор II Ласкарис, император 1254 – 1258, ∞ Елена Асенина от България, дъщеря на българския цар Иван Асен II[2]

    2. Евдокия, ∞ за френски рицар
    3. Мария Ласкарина (ок. 1206 – 1270), ∞ (1218) Бела IV, крал на Унгария
    4. Николай Ласкарис († ок. 1212)
    5. Йоан Ласкарис († ок. 1212)

  3. Георги Ласкарис (†1235), севастократор, дук на Трапезунд
  4. Константин Ласкарис (†1211)
  5. Алексий Ласкарис (†сл. 1222), севастократор
  6. Исак Ласкарис (†сл. 1222), севастократор
  7. Михаил Ласкарис (†1261/1271 г.)
  8. Мануил Ласкарис (†сл. 1255), протосеваст, стратег на Димотика.[3]

## Йоан III Дука Ватаци-Ласкарис (1222 – 1254)
Теодор I Ласкарис е наследен на престола от зет си Йоан III Дука Ватаци Ласкарис (1222 – 1254). Новият владетел на Никейската империя се впуска във военни походи срещу кръстоносците и ги побеждава през 1224 г. отвоюва Тракия, Македония (1246) и Северен Епир (1254). Съдейства за възстановяването на българската патриаршия (1235) и сключва съюз с българския цар Иван Асен II, насочен срещу Латинската империя. Отблъснат е единствено от венецианците, когато напада остров Крит (1235) и Константинопол (1236). През 1212 се жени за Ирина Ласкарина (ок. 1200 – 1239), дъщеря на Теодор I Ласкарис, която ражда престолонаследника Теодор II Ласкарис (1221 – август 1258). След смъртта на Ирина Ласкарина, Йоан III Дука Ватаци Ласкарис се жени повторна през 1244 г. за Констанца (1230 – 1307), дъщеря на германския император Фридрих II фон Хоенщауфен, от която няма деца.

## Теодор II Ласкарис и Йоан IV Дука-Ласкарис (1254 – 1261)
След смъртта на Йоан III Дука Ватаци Ласкарис с никейската корона се увенчава неговият син Теодор II Ласкарис (1254 – 1258), който присъединява към владенията си Епирското деспотство. Воюва успешно и с турците. През 1256 г. принуждава цар Михаил II Асен да му отстъпи крепостта Цепина. Теодор II Ласкарис е женен за Елена (1226 – ?), дъщеря на българския цар Иван Асен II, от която има пет деца:
1. Йоан IV Дука Ласкарис (1250 – 1274), император 1258 – 1261
2. Ирина Ласкарина Асенина ∞ 1238 за Константин Тих Асен († 1277) цар на България
3. Мария ∞ 1256 за Никифор I Комнин от Епирското деспотство († 1296)
4. Теодора († сл. 1264); 1 ∞: сл. 1258 Матьо от Монс, барон на Велигости в Морея; 2 ∞ 1273 Яков Светослав, деспот на Видин († 1273)
5. Евдокия Ласкарина Асенина ∞ Пиетро ди Вентимиля (1230 – 1278), граф на Вентимиля и Тенд.[4]

След смъртта на Теодор II Ласкарис на престола се възкачва малолетният му син Йоан IV Дука Ласкарис (1258 – 1261). Неговото управление започва с регентството на Михаил VIII Палеолог, който се възползва от бунта на аристократите и принуждава василевса да го направи свой съимператор. През 1261 г. Йоан IV Дука Ласкарис е затворен и ослепен от опекуна си Михаил VIII Палеолог, който става едноличен владетел и във Византия започва ерата на Палеолозите.

## Династията на Ласкаридите в Никея
- 1204 – 1222 Теодор I Ласкарис (1173 – 1222)
- 1222 – 1254 Йоан III Дука Ватаци Ласкарис (1193 – 30.10.1254)
- 1254 – 1258 Теодор II Ласкарис (1221 – август 1258)
- 1258 – 1261 Йоан IV Дука Ласкарис (1250 – 1274)

## Други членове на фамилията
- Константин Ласкарис (учен) (1434 – 1501), византийски учен
- Андреас Йоан Ласкарис (1445 – 1534), византийски учен, преводач и библиотекар